# Tronc lymphatique broncho-médiastinal
Le tronc lymphatique broncho-médiastinal est un vaisseau lymphatique pair et terminal situé à la base du cou.
Il reçoit les vaisseaux efférents des nœuds lymphatiques trachéo-bronchiques et des glandes mammaires internes et médiastinales antérieures.
Le plus fréquemment, tronc lymphatique broncho-médiastinal droit se déverse à la jonction des veines jugulaire interne et sous-clavière homolatérale ou dans l'une des branches. Parfois il rejoint ces veines par l'intermédiaire du conduit thoracique droit à droite et par le conduit thoracique à gauche.